# Irmscher
Irmscher – niemieckie przedsiębiorstwo branży motoryzacyjnej, zajmujące się tuningiem samochodów produkowanych przez General Motors (głównie Opla) oraz produkcją replik samochodu Lotus Seven. Firma założona została w 1968 roku.